# Pržno (okres Vsetín)
Pržno je obec v okrese Vsetín ve Zlínském kraji na levém břehu Vsetínské Bečvy, 7 km severozápadně od Vsetína. Sousedí s obcí Jablůnka. Žije zde 617 obyvatel.

## Název
Jméno Pržno je od původu tvar přídavného jména od praslovanského základu pьrg-, jehož pokračování se objevuje ve dvou významech: 1) ve východomoravském nářečním prkliť, pŕliť nebo srbochorvatském pržiti – „pálit“, 2) v polském piarg – „štěrk“, slovinském pržina – „písek“. Jméno vesnice tedy původně označovalo buď sluncem vyprahlé nebo štěrkovité, písčité místo. Ze začátku 15. století jsou doloženy i tvary Pržné a Pržná.

## Historie

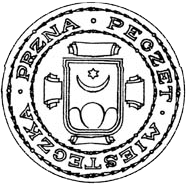
Pečeť obce Pržno

Nejstarší písemná zmínka pochází z roku 1372 (Tyesold de Przna).

## Památky
- Kostel českobratrské církve evangelické (dostavěn v roce 1872)
- Katolický kostel Narození p. Marie (dostavěn v roce 1889)
- Barokní socha Jana Nepomuckého z (1773)
- Kamenný kříž (1793)
- Památná lípa (stáří přibližně 300 let)

## Osobnosti
- Karel Holubec (1906–1977),  český lékař a vědec

## Galerie

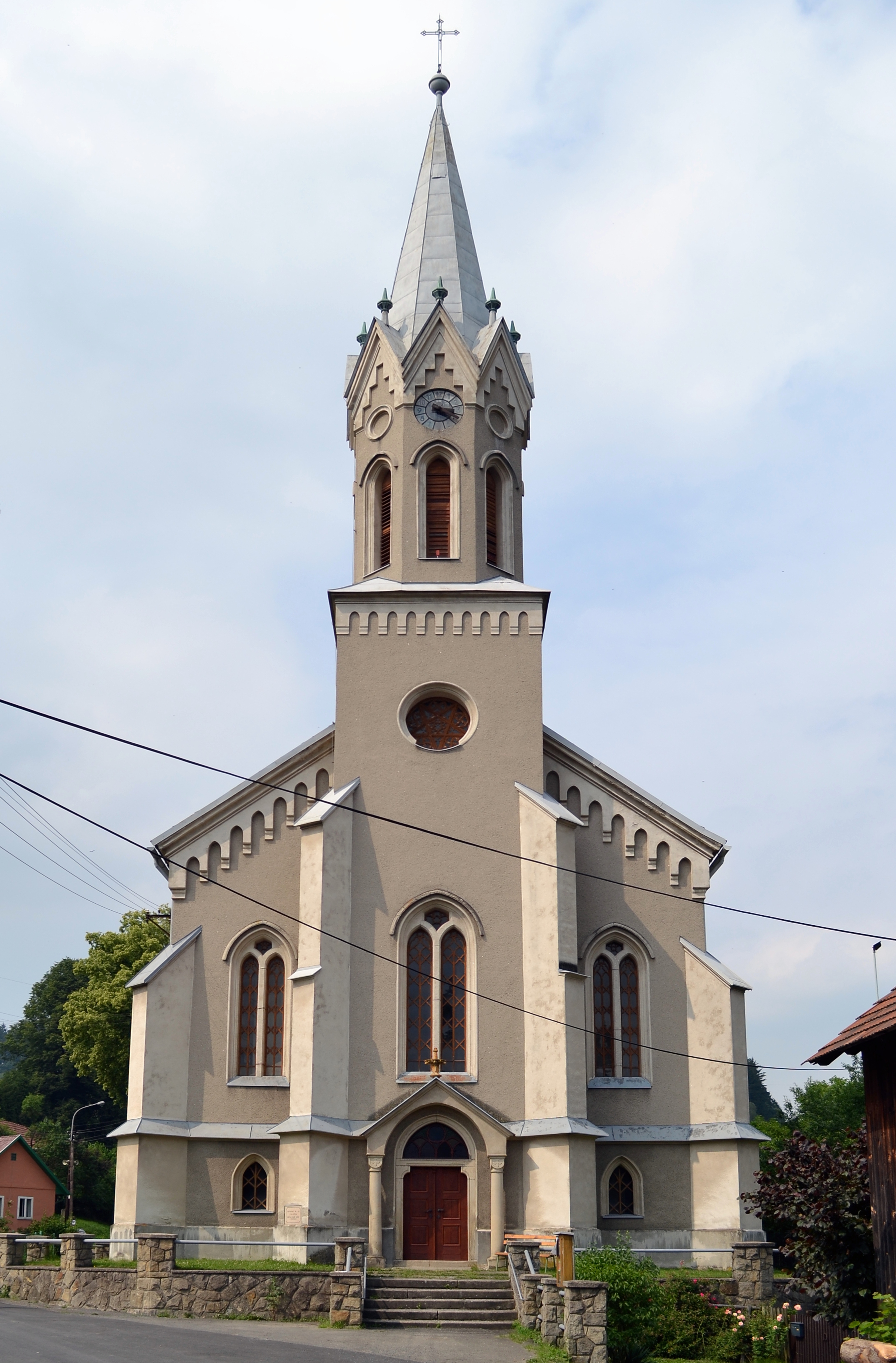
Kostel Českobratrské církve evangelické
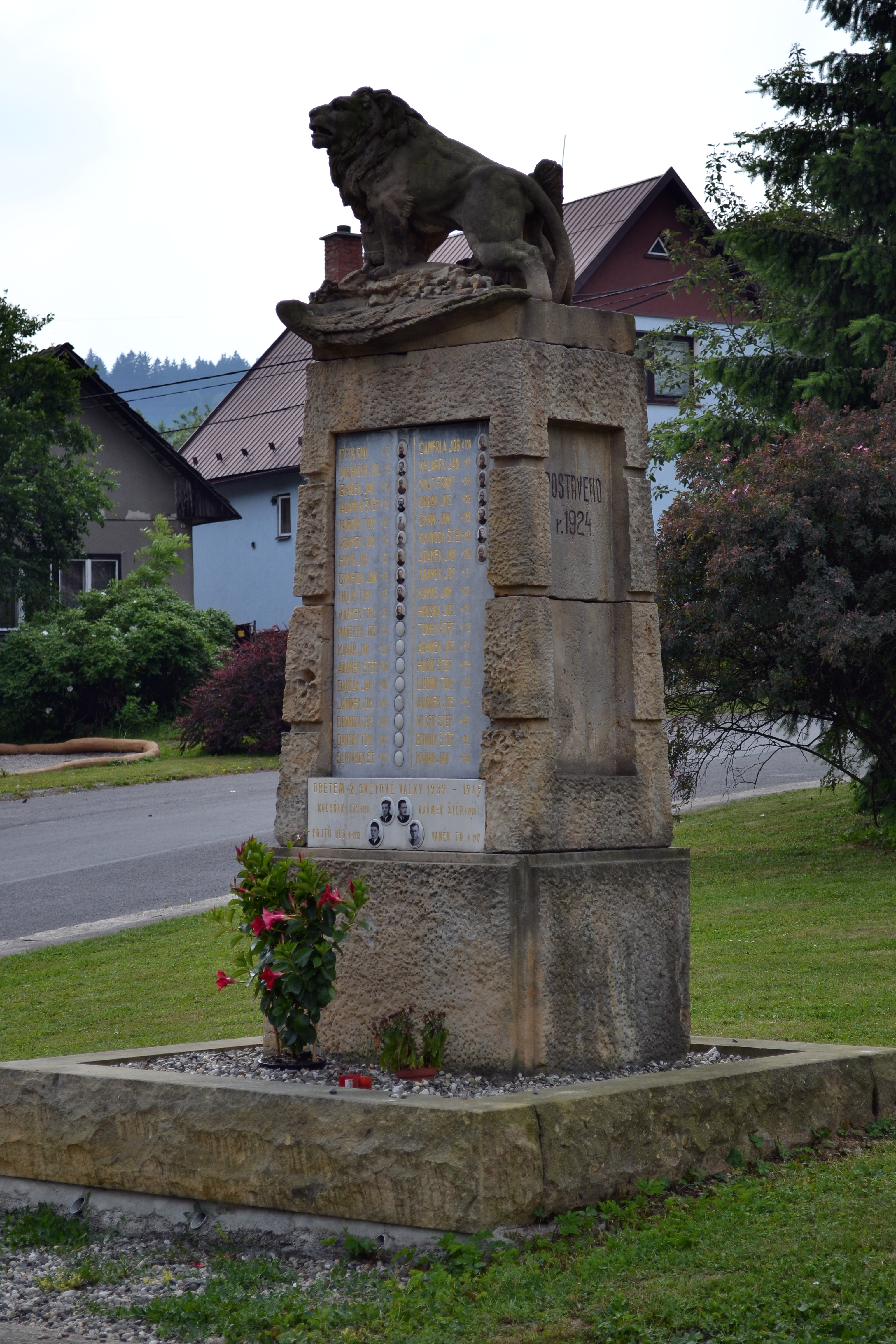
Pomník padlým ve světových válkách